# 李元礼
李 元礼（り げんれい、生年不詳 - 咸亨2年9月2日（671年10月10日））は、中国の唐の高祖李淵の十男。徐王に立てられた。

## 経歴
李淵と郭婕妤のあいだの子として生まれた。性格は恭謙謹直で、騎射を得意とした。武徳4年（621年）、鄭王に封ぜられた。貞観6年（632年）、実封700戸を受け、鄭州刺史に任ぜられた。のちに徐王に徙封され、徐州都督に転じた。貞観17年（643年）、絳州刺史に転じた。善政が上聞され、太宗に精勤をねぎらわれて、錦や綾絹を賜った。貞観23年（649年）、実封は1000戸にいたった。永徽4年（653年）、司徒の位を加えられ、潞州刺史を兼ねた。咸亨2年（671年）に世を去ると、太尉・冀州大都督の位を追贈され、献陵に陪葬された。諡を康といった。
3人の子があり、李茂が淮南王となったほかは、爵位は公にとどまった。李茂は、性格が酷薄で、素行が悪かった。父の元礼が病の床につくと、元礼の寵姫の趙氏の容貌が美しかったので、李茂は迫ってこれを奪った。元礼の叱責を受けたので、李茂はこれを恨んで、元礼の侍衛を退け、その薬膳を断たせた。「すでに50年も王をやっているのに、どうして服薬して長らえることがあろうか？」と言った。元礼はついに餓死して、李茂が後を継いだ。上元年間、父の事が洩れて、李茂は振州に流されて死んだ。 

## 伝記資料
- 『旧唐書』巻六十四 列伝第十四「徐王元礼伝」
- 『新唐書』巻七十九 列伝第四「徐王元礼伝」